# Toscano (sigaro)
Toscano è il nome commerciale di un tipo di sigaro di forma bitroncoconica prodotto in Italia in origine dal monopolio italiano dei tabacchi con tabacco di tipo Kentucky non conciato, ma naturalmente fermentato. TOSCANO® è un marchio registrato da Manifatture Sigaro Toscano S.p.A.. È prodotto in stabilimenti collocati presso Lucca, in Toscana, e Cava de' Tirreni, in Campania, e può essere realizzato a mano o a macchina, il che ne determina differenze qualitative e di prezzo.
A differenza di un sigaro normale, un toscano può essere ammezzato e acceso da entrambe le estremità, ma a differenza dei classici non presenta una chiara evoluzione del gusto: infatti a differenza dei caraibici non contiene foglie di tabacco intere.

## Storia
Nel 1818 Ferdinando III, granduca di Toscana, fondò a Firenze una manifattura di tabacchi in cui venivano prodotti sigari fermentati, il cui tabacco, dopo essere stato accidentalmente bagnato da un acquazzone nel 1815, fu messo ad asciugare e, perché non si perdesse, venne usato per produrre sigari di basso costo, che incontrarono ben presto il favore dei fumatori, varcando le frontiere del Granducato, tanto che, intorno alla metà dell'Ottocento a Napoli se ne produceva uno simile che era chiamato "Fermentato Forte" o "Napoletano".
La privatizzazione del ramo d'azienda del Monopolio relativo al tabacco, la successiva cessione alla filiale italiana della British American Tobacco Company (BAT) e, infine, la vendita dell'attività di produzione e commercializzazione dei sigari Toscano dalla BAT alla società Manifatture Sigaro Toscano S.p.A., ha determinato il ritorno in mani italiane di un prodotto e di un marchio della cultura del fumo da sempre associato all'Italia. Nel luglio del 2006, infatti, l'azienda è tornata in mani italiane grazie all'acquisizione da parte del Gruppo Industriale Maccaferri, guidato dall'omonima storica famiglia bolognese. Assieme alla famiglia Maccaferri, sono presenti come azionisti Piero Gnudi e il presidente Luca Cordero di Montezemolo, entrambi uniti da una lunga passione per il sigaro.

### Le sigaraie
Le operaie specializzate impiegate principalmente nelle manifatture di Firenze, Lucca e Cava de’ Tirreni fin dall’Ottocento, dette sigaraie, sono considerate una delle prime esperienze di emancipazione femminile in Italia. Furono promotrici di forme di mutuo soccorso a sostegno delle colleghe in difficoltà e protagoniste di proteste di rilievo nella storia del movimento operaio in Italia.
Sono da ricordare lo sciopero del 1874, cui parteciparono le operaie della manifattura di Sant’Orsola di Firenze, che portò all’aumento del salario delle cottimanti, e lo sciopero generale del 1914 che richiedeva fra l'altro l’abolizione dell’ora straordinaria non retribuita introdotta nel 1906. Quest’ultimo evento in particolare, vide le scioperanti impegnate in una stagione di lotta, che si protrasse per tutta la primavera del ’14, con il coinvolgimento di oltre 16.000 "tabacchine" impiegate negli opifici sull’intero territorio nazionale. Nonostante la dura repressione attuata dal Governo, le sigaraie di Lucca furono tra le ultime ad arrendersi. A giugno dello stesso anno, fu decretata la fine dello sciopero e, sebbene la gran parte delle istanze della piattaforma rivendicativa fossero state respinte, furono istituiti un asilo e una sala, detta “incunabolo”, destinata ai figli neonati.
La condizione delle sigaraie era presente anche all’interno del dibattito pubblico. In un reportage, pubblicato nell’agosto del 1930 sul Corriere della Sera, presso la manifattura di San Pancrazio a Firenze, Ugo Ojetti, che al tempo si firmava con lo pseudonimo di Tantalo, descrive così l’organizzazione del lavoro: «Le sigaraie, l’una di fronte all’altra, sono sedute su otto file, in banchi e leggìo: di qua la sigaraia che dosa le miscele, arrotola le foglie badando che l’apice resti dalla punta che s’accende, le strizza in quel dato calibro e lunghezza, prepara insomma il corpo del sigaro; e la sartora, di là, che veste questo corpo di una foglia leggera e perfetta, sempre d’un colore».
L’esistenza, ancora oggi in Italia, del mestiere della sigaraia la si deve a un direttore della manifattura di Lucca, l’ingegnere Giuseppe Spaziante. Negli anni Ottanta, quando la produzione dei Toscano stava vivendo una lunga crisi, iniziata nel 1970, egli si spese per salvare un piccolo gruppo di operaie e, quindi, la lavorazione manuale del Toscano. Fu in questo periodo, nel 1985, che nacque il Toscano Originale, uno dei fatti a mano tuttora in produzione.

## Morfologia
Il Toscano ha una caratteristica forma biconica con estremità tronche (bitroncoconica), che hanno un diametro inferiore rispetto alla parte centrale, chiamata pancia. Testa e piede del sigaro sono quindi uguali, in modo analogo ai "vitola perfecto" caraibici. Il diametro del sigaro varia leggermente, a seconda del tipo di Toscano, da un minimo di 13 mm fino a 20 mm. Da un po' di tempo, però, lo spessore di qualche tipo di sigaro è stato ridotto di qualche millimetro, per cui la sua durata è diminuita. Anche le lunghezze dei vari tipi sono relativamente simili, infatti si va da un minimo di 155 mm ad un massimo di 163 mm. L'unica eccezione importante è rappresentata dal sigaro "Il Moro" che ha dimensioni imponenti: diametro della pancia di 20 mm e lunghezza di circa 230 mm.
Tipicamente, il Toscano ha superfici irregolari, talora bitorzolute, e si riconoscono con evidenza le nervature delle foglie della fascia. Tali irregolarità sono maggiormente evidenti nei sigari fatti a mano e costituiscono uno dei tratti caratteristici del Toscano. Sono dovute essenzialmente a due fattori: l'assenza di una sottofascia e la lavorazione che non prevede la messa in forma nei torchietti di legno, come invece avviene per i sigari di tipo Avana. Da qui il soprannome di "stortignaccolo".

## Costituenti, struttura e produzione

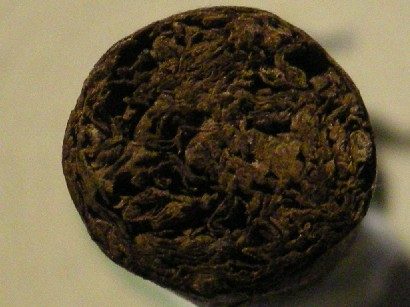
Sezione di un Toscano

Il Toscano è costituito da una fascia esterna e dal battuto interno, detto anche "ripieno". La varietà di tabacco usata per il ripieno è quasi sempre il Kentucky di produzione nazionale, proveniente da coltivazioni da varie regioni dell'Italia (in ordine di quantità prodotta: Toscana, Campania, Lazio, Umbria, Veneto). Solo nel caso della foglia di fascia si ricorre spesso a foglie di Kentucky di produzione nordamericana, in quanto di maggiori estensione e larghezza. Per caratteristiche organolettiche specifiche, vengono utilizzate foglie di Kentucky dell'Italia meridionale per ottenere sigari dal sapore più dolce come i Garibaldi (intero e ammezzato) e il Soldati prodotti con tabacco beneventano.
Dopo la raccolta le foglie seguono un periodo di stagionatura e vengono trattate a fuoco (fire-cured) per un periodo totale che va da dieci a quindici giorni e che dà il nome anche alla varietà commerciale a cui appartiene il tabacco Kentucky. Durante questa fase le foglie vengono poste ordinatamente per le filze in appositi locali dotati di sistemi di "stendaggio" e di prese d'aria per la regolazione dell'umidità. La regolazione della temperatura e dell'affumicatura del tabacco avviene attraverso l'aumento o la diminuzione del fuoco di legni non resinosi (di solito quercia, rovere o cerro) posto senza camino nel locale di cura.
Questo complesso procedimento rende possibile la completa stagionatura del tabacco Kentucky che passa, nell'arco dell'intero processo e grazie a sapienti e continue variazioni di temperatura ed umidità nel locale di cura, attraverso quattro fasi: la fase dell'ingiallimento (per degradazione della clorofilla fogliare), dell'ammarronamento (per ossidazione dei componenti vegetali della foglia), dell'essiccazione della lamina fogliare e dell'essiccazione della costola. Successivamente le foglie vengono raccolte in mannocchi e generalmente allestiti in ballotti. Nella successiva fase di prima trasformazione o pre-manifatturiera vengono selezionate le foglie di fascia e le foglie per il battuto che costituirà il ripieno del sigaro.
Al fine di preservare le caratteristiche organolettiche e fisiche della foglia di tabacco, sin dai tempi del Monopolio e in linea con le prassi di tutti i maggiori produttori di sigari al mondo, anche la preparazione della fascia del Toscano a macchina, prodotto nelle manifatture di Lucca e Cava de' Tirreni, è attualmente effettuato presso aziende specializzate situate in paesi tropicali come lo Sri Lanka e la Repubblica Dominicana e si realizza formando bobine di tela sottoposte a crioconservazione.
Di particolare rilievo, è la linea di produzione a mano nella quale le sigaraie producono i sigari in quantità pari a 520 pezzi al giorno e per la cui produzione è previsto un lungo apprendistato. Una volta che il sigaro è completato si passa all'asciugatura, al termine della quale sono previste la fase di selezionamento e scarto dei pezzi difettosi e l'imbustamento. A questo punto i sigari vengono posti in stagionatura, in locali adeguatamente umidificati e ventilati e il periodo di stagionatura varia a seconda del tipo di sigaro. Nella fase finale avvengono il confezionamento e la distribuzione.

## Caratteristiche
Il Toscano si contraddistingue per un carattere deciso e forte. Gli aromi e i profumi liberati durante l'atto di fumare sono pieni, corposi, sapidi e tipici di questo sigaro. Le varietà commercializzate possono essere contraddistinte da forza, dolcezza e sapidità e, nell'ambito delle varietà disponibili, spicca l'Antico Toscano forte e deciso, mentre i sigari Toscano prodotti a mano si contraddistinguono per pacatezza, purezza e persistenza del gusto. Il Toscano Garibaldi, intero e ammezzato, essendo prodotto con foglie ad alto tasso zuccherino, produce aromi e sapori dolci, gentili e vigorosi, adeguati ai fumatori occasionali.
Per quanto riguarda il colore dei vari tipi di Toscano, si va da un bruno chiaro dei sigari Garibaldi ed Extravecchio al bruno rossiccio dell'Originale Selected, al bruno scuro delle varianti Antico Toscano, Toscano Originale e Antica Riserva.
Idealmente, il Toscano dovrebbe avere un'umidità interna di 14%, ma è sufficiente che essa sia superiore al 12% con umidità relativa (intorno al sigaro) compresa fra il 65% e il 70%.

## Tipologie

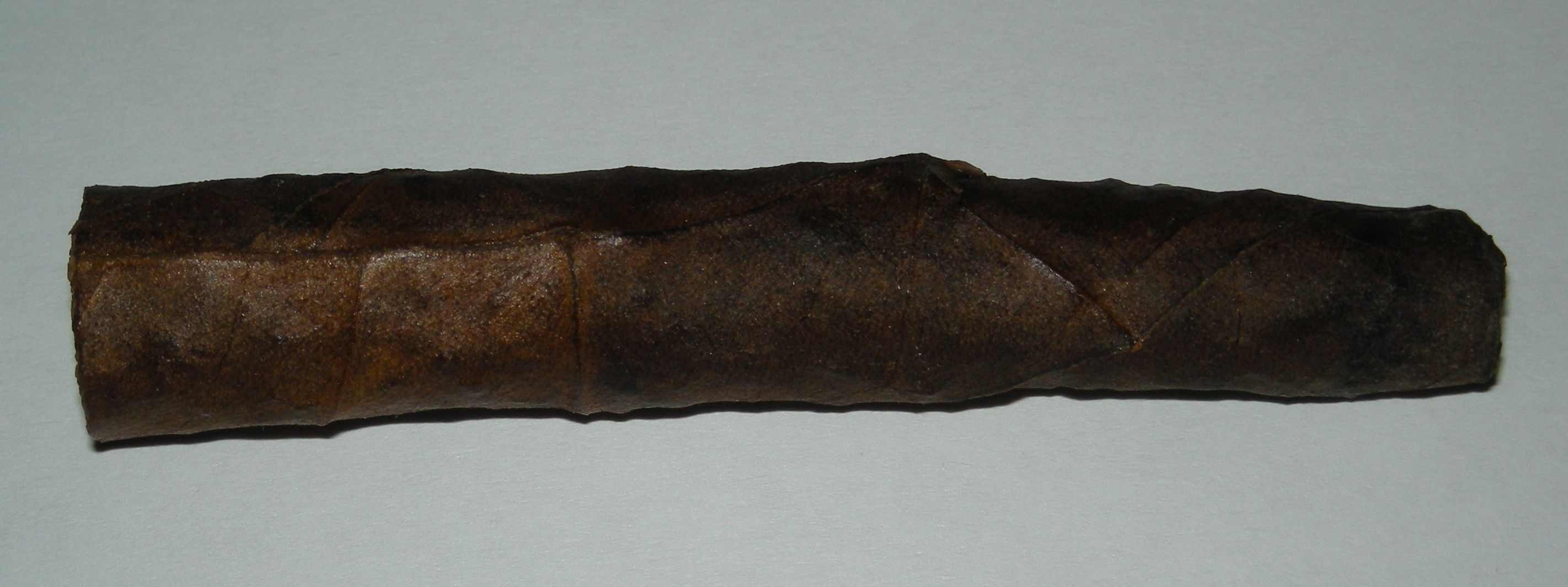
Un Toscanello

Se in passato esisteva un solo tipo di Toscano, il “fermentato”, con il tempo le varietà sono state ampliate per rispondere all’evolversi del gusto e del mercato, nonché alla crescente usanza di abbinare i sigari ad altri prodotti della tradizione enogastromica italiana, come i grandi vini da degustazione o a bevande come il caffè. Attualmente, le varietà sono ripartite in cinque famiglie: fatti a mano, lunghi naturali, pancia larga, ammezzati naturali e ammezzati aromatizzati.
Tra i “fatti a mano”, il Toscano Originale è il sigaro che ha dato continuità alla lavorazione manuale, salvaguardando il lavoro artigianale delle sigaraie; mentre Il Moro è un long filler da collezione realizzato a tiratura limitata una volta l’anno. I “lunghi naturali” comprendono sigari la cui produzione risale alla prima metà del Novecento, come il Toscano Classico presentato nel 1930, considerato l’erede del Toscano originario, e il Toscano Extravecchio uscito nel 1953, ed altri di più recente creazione come la triade, detta anche “d’autore”, dei Toscano Garibaldi, Toscano Modigliani e Toscano Soldati le cui confezioni - rispettivamente verde, bianca e rossa -, poste affiancate compongono la bandiera italiana.
I sigari Toscano a “pancia larga” hanno nella parte centrale un diametro di 15 mm. rispetto ai canonici 13,5 mm. Ci sono, infine, le due varietà di Toscanello “ammezzati naturali” e “ammezzati aromatizzati” che oggi hanno una produzione dedicata e che derivano dall’abitudine di tagliare il sigaro a metà prima di accenderlo, consuetudine che distingue i Toscano dai caraibici.
| Fatti a mano                  | Lunghi naturali       | Lunghi d'autore    | Pancia larga                | Ammezzati naturali          | Ammezzati aromatizzati raffinati | Ammezzati aromatizzati |
| ----------------------------- | --------------------- | ------------------ | --------------------------- | --------------------------- | -------------------------------- | ---------------------- |
| Toscano Originale             | Antico Toscano        | Toscano Garibaldi  | Toscano Antica Tradizione   | Toscanello                  | Toscanello Rosso Raffinato       | Toscanello Rosso       |
| Toscano Originale Italia 1891 | Toscano Extra Vecchio | Toscano Modigliani | Toscano Antica Riserva      | Toscanello Scelto           | Toscanello Bianco Raffinato      | Toscanello Giallo      |
| Toscano Originale Millennium  | Toscano Classico      | Toscano Soldati    | Toscano 1492 Anno Domini    | Toscanello Speciale         | Toscanello Castano Raffinato     | Toscanello Blu         |
| Toscano Originale Selected    | Toscano Oltrarno      | Toscano Puccini    | Toscano Garibaldi il Grande | Toscanello Riserva          |                                  | Toscanello Nero        |
| Toscano del Presidente        | Toscano Maremmano     |                    | Toscanello XXL Blend 1      | Ammezzati Toscano Garibaldi |                                  | Toscanello Bianco      |
| Il Moro                       |                       |                    | Toscanello XXL Blend 2      |                             |                                  | Toscanello Costiera    |
| Toscano Duecento              |                       |                    | Toscanello XXL Blend 3      |                             |                                  | Toscanello Rosso Mokha |

## Rischi per la salute
Come nel caso di altri prodotti da fumo, i sigari sono un rischio per la salute di coloro che fumano. In Canada, Europa e Australia essi sono soggetti alle stesse leggi sulle sigarette che impongono ai produttori di mettere un avvertimento su ogni confezione. In genere sono giudicati come una valida alternativa alle sigarette perché il loro fumo non va inalato, la frequenza con cui vanno fumati è minore e anche perché risultano assenti componenti tossici come i prodotti di combustione riducendo in questo modo il rischio di contrarre tumori ai polmoni, ma le autorità sanitarie mettono comunque in guardia i fumatori di sigari (come anche quelli di pipe o cigarillos) sul rischio di contrarre possibili tumori del cavo orale, dovuti al fatto di trattenere il fumo in bocca. Vale la pena sottolineare che l'abitudine di tenere tra le labbra il sigaro dovrebbe essere un vezzo da evitare, perché dal contatto diretto del tabacco con le mucose orali si origina un metabolita intermedio nocivo per la vescica urinaria, identificato nel composto ortaminofenolo.

## Cultura di massa
- Don Camillo, regia di Julien Duvivier (1952). Gesù rimprovera Don Camillo (Fernandel) per aver offeso Peppone (Gino Cervi) dandogli pubblicamente dell'asino. In segno di penitenza, Don Camillo estrae dalla tasca della tonaca un mezzo Toscano riducendolo in frantumi[40].
- La banda degli onesti, regia di Camillo Mastrocinque (1956). In tabaccheria, il portiere Antonio Bonacore (Totò) ordina «Tre Toscani» per smerciare banconote false prodotte insieme al tipografo Giuseppe Loturco (Peppino De Filippo) e al pittore Felice Cardoni (Giacomo Furia). «Mi rincresce, i toscani sono finiti», risponde il tabaccaio (Gildo Bocci) e dopo un po' ribatte «Ah, senta lei! Ho trovato un sigaro Toscano»[41].
- Per un pugno di dollari, regia di Sergio Leone (1964). L'Uomo senza nome (Clint Eastwood) imbocca un Toscano. La scelta venne adottata perché all'epoca il Toscano era il sigaro più vicino al Virginia[42][43].